# Steen Secher
Steen Secher (født 9. april 1959) er en dansk sejlsportsmand, der vandt guld ved OL i Barcelona 1992 i soling-klassen sammen med Jesper Bank og Jesper Seier. Det var den eneste danske guldmedalje ved legene i Barcelona.
Fire år tidligere, ved OL i Seoul var Secher med til at vinde bronze i samme bådtype, også her med Jesper Bank som skipper.